# 根来塗
根来塗（ねごろぬり）は、日本の塗装技法の一種であり、黒漆による下塗りに朱漆塗りを施す漆器である。名称は和歌山県の根来寺に由来する。

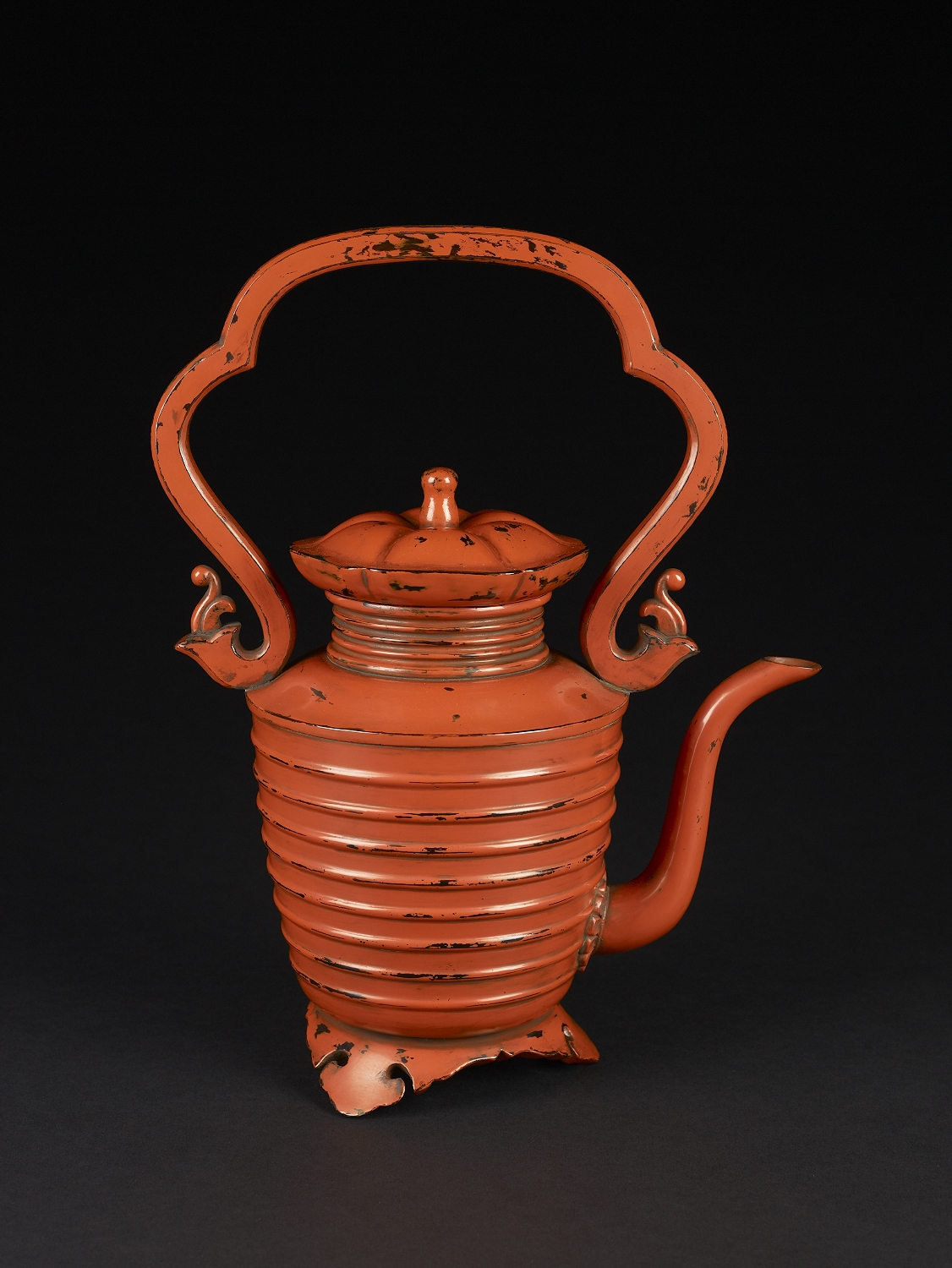
根来塗による湯桶
これらの工芸品は、使い込まれることで赤い朱漆が徐々に、または不ぞろいに摺り減り、年月による自然な効果が生み出されることでその価値が高まってくる。 本作はバーミングハム美術館所蔵である。

## 概要
鎌倉時代、高野山における対立により紀伊国根来寺（和歌山県岩出市）に本拠を移した新義真言宗の僧徒が、寺内で使用するために製作した漆器が有名となったため、広く朱漆器が「根来塗」と呼ばれるようになったとされる。
一般に、古い朱漆器では、表面の朱漆が摩滅して、下地に塗られた黒漆が所々露出し、模様のように見えることが多い。これを人為的に再現し、朱塗の中に黒い部分が浮かぶのを、デザインとして見せることも行われている。
1585年（天正13）豊臣秀吉の根来攻めにあたって、漆器職人達も根来を退去し、海南黒江、輪島、薩摩等に移住して、それぞれの土地に漆器の技法を伝えたとされる。
朱漆をかけず、黒漆のまま仕上げたものは、「黒根来」と呼ばれることがあり、茶道具として珍重される。

## 地場産業としての根来塗
和歌山県は、木材が豊富なこともあり、根来寺以来の伝統産業として、漆器が作られ続けた。高度成長期には、いちはやくプラスチック成型や、スクリーン印刷による蒔絵等、近代的な技術を採り入れた。これにより、昭和50年代の最盛期には、200億円規模の売上を誇った。しかし、このことが、かえって伝統技術の継承者を減らす原因となり、やがて安価な中国製品が輸入されるに及んで、急速な衰退を招いた。そこで県は、伝統技術を保護し、地場産業としての発展を促進するため、1929年からあった「漆器試験場」を、1997年に「漆器研究開発室」に改組し、根来塗を含む紀州漆器の技術伝承、商品開発、人材育成を行っている。また、岩出市は、根来寺に隣接して「岩出市民俗資料館」を設置しており、館内の根来塗工房では、製作工程の見学も可能となっている。